# Noordelijke reuzenstormvogel
De noordelijke reuzenstormvogel (Macronectes halli) is een vogel uit de familie van de stormvogels en pijlstormvogels (Procellariidae). Het is een zeevogel van het zuidelijk halfrond.

## Herkenning
De vogel is 80 tot 95 cm lang. Mannetjes wegen 4,15 tot 5,8 kg, vrouwtjes 3 tot 4,5 kg. De spanwijdte is 1,5 tot 2,1 m. Het is een grote, grijsbruine zeevogel die sterk lijkt op de zuidelijke reuzenstormvogel. De noordelijke soort is egaler van kleur. Rond het oog en op de keel is de vogel lichter. De snavel is fors en vleeskleurig de poten zijn donker vleeskleurig tot grijs.

## Verspreiding
Buiten de broedtijd verblijft deze zeevogel in het zeegebied rond de zuidpool tussen 30° en  64° zuiderbreedte. Er is grote overlap met de verspreiding van de zuidelijke soort, maar uit plaatsbepalingen van gezenderde vogels blijkt dat deze noordelijke soort gemiddeld vaker in het noordelijk deel van het gebied voorkomt, maar altijd op het zuidelijk halfrond blijft. De vogel broedt ook gemiddeld op meer noordelijke gelegen eilanden van Zuid-Georgia en eilanden verder oostelijk in de Indische Oceaan tot zuidelijk van Nieuw-Zeeland gelegen eilanden.

## Status
Tot 2008 stond de vogel als gevoelig voor uitsterven op de Rode Lijst van de IUCN. Daarna werd bekend dat de populatie-aantallen stijgen en kwamen ook meer betrouwbare schattingen beschikbaar. De vogel nam toe door de toename van zeezoogdieren in het gebied en staat nu als "niet bedreigd" op de rode lijst. De langelijnvisserij blijft een potentiële bedreiging voor deze zeevogels.